# 張政烺
張政烺（1912年4月15日—2005年1月29日），字苑峰，男，生於中華民國山東省榮成，中國史學家與文字學家，長於甲骨文、金文與商周史。

## 生平
张政烺六岁开始上学，小学毕业后随族伯张俊采（瑞三）读过三年私塾，十四岁离乡到青岛礼贤中学读书（旧日制四年），十八岁入北京弘达中学读高中。1932年，他进入北京大學史學系，1936年畢業。从1946年开始，受聘到北京大学历史系任教授，同时在清华大学兼授中国文字学，还担任故宫博物院专门委员会委员。
在中華民人共和國建立後，繼續在北京大學任教。1951年被下放江西參加土改，1952年回到北京，協助北京大學歷史系成立考古專組。1954年，参加筹建中国科学院历史研究所，兼任研究員。在反右運動期間，1958年被批評為思想右傾，在進行政治改造及自我檢討後，被迫離開北京大學，至中國科學院歷史研究所工作。1960年任中華書局副總編輯。
1966年，专任中国科学院历史研究所研究员，并先后任物质文化研究室、古文字古文献研究室主任。在文化大革命中，被列為反動學術權威，遭受批判，但屬於逍遙派，並未受到大衝擊。1990年獲國務院頒發的政府特殊津貼。2005年1月29日，因病去世。

## 著作
作品收錄於《張政烺文史論集》。 